# Kristopher Da Graca
Kristopher Santos Da Graça (Göteborg, 16 januari 1998) is een Zweedse profvoetballer van Kaapverdische afkomst die bij voorkeur inzetbaar is als centrale verdediger, maar ook als rechtsachter uit de voeten kan.

## Loopbaan
Da Graca werd geboren in Göteborg en speelde daar in de jeugdopleiding van de plaatselijke clubs Hisingsbacka FC en BK Häcken waar hij uitgroeide tot Zweeds jeugdinternational en vervolgens in 2014 overstapte naar Arsenal waar hij enkele maanden later zijn eerste profcontract tekende. Na drie jaar in Engeland keerde hij in de zomer van 2017 terug naar zijn geboorteland waar hij een 2,5-jarig contract tekende bij IFK Göteborg. Op 10 augustus 2017 maakte hij zijn competitiedebuut namens de club uit zijn geboortestad als invaller in een met 2-1 gewonnen thuiswedstrijd tegen AIK Fotboll (2-1). In de zomer van 2019 verlengde hij die verbintenis bij IFK Göteborg met nog eens twee jaar. Tijdens de winterstop van het seizoen 2020/21 werd Da Graca vastgelegd door VVV-Venlo waar hij een contract tekende tot 1 juli 2023 met een optie voor nog een jaar. Naar verluidt betaalde de Venlose eredivisionist 1,5 miljoen Zweedse kroon (circa 150.000 euro) voor hem. Op 10 januari 2021 debuteerde hij namens VVV in een met 2-1 gewonnen thuiswedstrijd tegen Willem II. Een jaar later keerde Da Graca weer terug naar zijn geboorteland, waar hij een contract tot medio 2025 tekende bij IK Sirius FK. In zijn tweede seizoen bij Sirius belandde hij op de reservebank, waarna hij eind juli 2023 werd verhuurd aan HJK Helsinki dat tevens een optie tot koop bedong. De Finse club maakte echter geen gebruik van die optie, waarna Da Graca aanvankelijk weer terugkeerde bij Sirius. Op 1 maart 2024 werd hij echter opnieuw uitgeleend , ditmaal aan Kuopion Palloseura dat eveneens een optie tot koop bedong. Hiervan maakte de Finse club geen gebruik. Na afloop van het seizoen werd Da Graca voor een derde keer verhuurd. In februari 2025 sloot hij aan bij FC Schaffhausen.

## Clubstatistieken
| 2017                                  | IFK Göteborg         | Allsvenskan      | 7   | 0 | 1  | 0 | 0 | 0 | 8   | 0 |
| 2018                                  | IFK Göteborg         | Allsvenskan      | 4   | 0 | 4  | 0 | — | — | 8   | 0 |
| 2019                                  | IFK Göteborg         | Allsvenskan      | 22  | 0 | 2  | 0 | — | — | 24  | 0 |
| 2020                                  | IFK Göteborg         | Allsvenskan      | 18  | 0 | 1  | 0 | — | — | 19  | 0 |
| 2020/21                               | VVV-Venlo            | Eredivisie       | 20  | 0 | 2  | 0 | — | — | 22  | 0 |
| 2021/22                               | VVV-Venlo            | Eerste divisie   | 15  | 0 | 1  | 0 | — | — | 16  | 0 |
| 2022                                  | IK Sirius FK         | Allsvenskan      | 22  | 0 | 2  | 0 | — | — | 24  | 0 |
| 2023                                  | IK Sirius FK         | Allsvenskan      | 8   | 0 | 2  | 0 | — | — | 10  | 0 |
| 2023                                  | → HJK Helsinki       | Veikkausliiga    | 5   | 0 | 0  | 0 | 4 | 0 | 9   | 0 |
| 2024                                  | → Kuopion Palloseura | Veikkausliiga    | 12  | 0 | 4  | 0 | 3 | 0 | 19  | 0 |
| 2024/25                               | → FC Schaffhausen    | Challenge League | 1   | 0 | 0  | 0 | — | — | 1   | 0 |
| Carrière totaal                       | Carrière totaal      | Carrière totaal  | 134 | 0 | 19 | 0 | 7 | 0 | 160 | 0 |
| Bijgewerkt tot en met 8 februari 2025 |                      |                  |     |   |    |   |   |   |     |   |

1Overige wedstrijden, te weten Conference League.

## Interlandcarrière
Da Graca is in het bezit van zowel de Zweedse als de Bosnische nationaliteit en kwam vanaf 2013 uit voor Zweedse vertegenwoordigende jeugdselecties. Op 12 januari 2020 debuteerde hij samen met ploeggenoten Robin Söder en August Erlingmark in het Zweeds voetbalelftal tijdens een met 1-0 gewonnen vriendschappelijke interland tegen Kosovo.
Op 17 oktober 2023 debuteerde Da Graca namens Kaapverdië in een met 1-2 verloren vriendschappelijke interland tegen de Comoren.

### Interlandstatistieken
| Interlands van Kristopher Da Graca voor Zweden | Interlands van Kristopher Da Graca voor Zweden | Interlands van Kristopher Da Graca voor Zweden | Interlands van Kristopher Da Graca voor Zweden | Interlands van Kristopher Da Graca voor Zweden | Interlands van Kristopher Da Graca voor Zweden |
| №                                              | Datum                                          | Wedstrijd                                      | Uitslag                                        | Competitie                                     | Goals                                          |
| Als speler van IFK Göteborg                    | Als speler van IFK Göteborg                    | Als speler van IFK Göteborg                    | Als speler van IFK Göteborg                    | Als speler van IFK Göteborg                    | Als speler van IFK Göteborg                    |
| ---------------------------------------------- | ---------------------------------------------- | ---------------------------------------------- | ---------------------------------------------- | ---------------------------------------------- | ---------------------------------------------- |
| 1                                              | 12 januari 2020                                | Zweden – Kosovo                                | 1 – 0                                          | Vriendschappelijk                              | 0                                              |

| Interlands van Kristopher Da Graca voor Kaapverdië | Interlands van Kristopher Da Graca voor Kaapverdië | Interlands van Kristopher Da Graca voor Kaapverdië | Interlands van Kristopher Da Graca voor Kaapverdië | Interlands van Kristopher Da Graca voor Kaapverdië | Interlands van Kristopher Da Graca voor Kaapverdië |
| №                                                  | Datum                                              | Wedstrijd                                          | Uitslag                                            | Competitie                                         | Goals                                              |
| Als speler van HJK Helsinki                        | Als speler van HJK Helsinki                        | Als speler van HJK Helsinki                        | Als speler van HJK Helsinki                        | Als speler van HJK Helsinki                        | Als speler van HJK Helsinki                        |
| -------------------------------------------------- | -------------------------------------------------- | -------------------------------------------------- | -------------------------------------------------- | -------------------------------------------------- | -------------------------------------------------- |
| 1                                                  | 17 oktober 2023                                    | Comoren – Kaapverdië                               | 2 – 1                                              | Vriendschappelijk                                  | 0                                                  |